# Haematopota lamottei
Haematopota lamottei är en tvåvingeart som först beskrevs av Seguy 1953.  Haematopota lamottei ingår i släktet Haematopota och familjen bromsar.
Artens utbredningsområde är Guinea. Inga underarter finns listade i Catalogue of Life.